# Grabowa (powiat opoczyński)
Grabowa – wieś w Polsce, położona w województwie łódzkim, w powiecie opoczyńskim, w gminie Mniszków.
| SIMC    | Nazwa           | Rodzaj    |
| ------- | --------------- | --------- |
| 0545930 | Grabowa-Kolonia | część wsi |
| 0545946 | Józefówek       | część wsi |

W latach 1975–1998 wieś należała administracyjnie do województwa piotrkowskiego. 
Mieszkańcy umownie dzielą wieś na oddzielone niewielką przerwą na grunty orne Grabowę i Starą Grabowę oraz leżącą nieco na uboczu od nich Józefówkę. Cała wieś jest zaopatrzona w media takie jak telefon, Internet, prąd i wodę. Prace nad budową kanalizacji jeszcze trwają.
Wierni Kościoła rzymskokatolickiego należą do parafii Najświętszego Serca Jezusowego w Zajączkowie.